# Función suma de cuadrados
La función suma de cuadrados es una función aritmética que dado un número entero positivo n, proporciona el número de representaciones de este como suma de k cuadrados, donde las representaciones que únicamente se diferencian en el orden de  sumandos o los signos de las raíces cuadradas se cuentan como diferentes, y se denota por rk(n).

## Definición
La función se define como
{\displaystyle r_{k}(n)=|\{(a_{1},a_{2},\dots ,a_{k})\in \mathbf {Z} ^{k}\ :\ n=a_{1}^{2}+a_{2}^{2}+\cdots +a_{k}^{2}\}|}
donde |.| denota la cardinalidad del conjunto. En otras palabras, rk(n) es el número de veces que n puede escribirse como suma de k cuadrados.

## Casos particulares
El número de veces que puede escribirse un número natural como suma de dos cuadrados está dado por r2(n). Puede ser proporcionado explícitamente como
{\displaystyle r_{2}(n)=4(d_{1}(n)-d_{3}(n))}
donde d1(n) es el número de divisores de n que son congruentes con 1 módulo 4 y d3(n) es el número de divisores de n que son congruentes con 3 módulo 4. Usando sumas, la expresión se puede escribir como:
{\displaystyle r_{2}(n)=4\sum _{d\mid n \atop d\equiv 1,3{\pmod {4}}}(-1)^{(d-1)/2}}
El número de veces que se puede representar n como la suma de cuatro cuadrados fue dado por Carl Gustav Jakob Jacobi y es ocho veces la suma de todos sus divisores que no son divisibles por 4, i.e.
{\displaystyle r_{4}(n)=8\sum _{d\mid n;4\nmid d}d}
Jacobi también encontró una fórmula explícita para el caso k=8:
{\displaystyle r_{8}(n)=16\sum _{d\mid n}(-1)^{n+d}d^{3}}
La función generadora que proporciona los coeficientes de la forma general está basada en términos de la función theta de Jacobi:
{\displaystyle \vartheta (0;q)^{k}=\vartheta _{3}^{k}(q)=\sum _{n=0}^{\infty }r_{k}(n)q^{n}}
donde
{\displaystyle \vartheta (0;q)=\sum _{n=-\infty }^{\infty }q^{n^{2}}}